# Верика, Том
Том Верика (англ. Tom Verica, род. 13 мая 1964) — американский телевизионный актёр, режиссёр и продюсер.
Верика родился в Филадельфии, штат Пенсильвания.Отец будущего актёра к творчеству или актёрской профессии никакого отношения не имел — он был обыкновенным агентом по недвижимости. Свою карьеру он начал в мыльной опере «Все мои дети», после чего появился в нескольких десятках телевизионных шоу и фильмов в качестве актёра. Как актёр, Верика наиболее известен благодаря своей роли в сериале NBC «Американские мечты», где он снимался напротив Гейл О’Грэйди с 2002 по 2005 год. Также он снялся в недолго просуществовавших сериалах «Нью-Йорк, Центральный парк», «Голая правда» и «Девять».
В середине двухтысячных, Верика начал карьеру телевизионного режиссёра, наиболее успешно работая в сериалах Шонды Раймс «Анатомия страсти», «Частная практика» и «Скандал», в последним из которых он также занял позицию соисполнительного продюсера. Это сотрудничество в итоге привело его к получению роли мужа главной героини в сериале Раймс «Как избежать наказания за убийство» в 2014 году.

## Фильмография
- Фильмы
- Крепкий орешек 2 (1990)
- 800 льё вниз по Амазонке (1993)
- День отца (1997)
- Свободные женщины (1997)
- Установление контакта (1999)
- Отсчет убийств (2002)
- Красный Дракон (2002)
- Флаги наших отцов (2006)
- Зодиак (2007)
Телевидение
- Все мои дети (дневная мыльная опера, 1987)
- Квантовый скачок (1 эпизод, 1989)
- Закон Лос-Анджелеса (9 эпизодов, 1991)
- Большой ремонт (1 эпизод, 1992)
- Застава фехтовальщиков (1 эпизод, 1992)
- Дикий пляж (1 эпизод, 1993)
- Под угрозой смерти (телефильм, 1993)
- Луна над Майами (1 эпизод, 1993)
- Сайнфелд (1 эпизод, 1993)
- История Сесила Джекобсона (телефильм, 1994)
- Офицерский проступок (телефильм, 1994)
- Полиция Нью-Йорка (1 эпизод, 1995)
- Не наш сын (телефильм, 1995)
- Мэтлок (1 эпизод, 1995)
- Дело об убийстве (телефильм, 1996)
- Нью-Йорк, Центральный парк (21 эпизод, 1995—1996)
- Новый Орлеан (1 эпизод, 1996)
- Выстрел (1 эпизод, 1997)
- Практически идеал (1 эпизод, 1997)
- Исчезновение в Бермудском треугольнике (телефильм, 1998)
- С Земли на Луну (мини-сериал, 1998)
- Голая правда (22 эпизода, 1997—1998)
- Любовь по-американски (телефильм, 1999)
- Провиденс (13 эпизодов, 1999)
- Фрейзер (1 эпизод, 2001)
- Гражданин Бейнс (4 эпизода, 2001)
- Расследование Джордан (1 эпизод, 2002)
- Уилл и Грейс (2 эпизода, 1999, 2002)
- Прикосновение ангела (1 эпизод, 2002)
- Состояние исступления (6 эпизодов, 2001—2004)
- Американские мечты (61 эпизод, 2002—2005)
- 4400 (3 эпизода, 2005)
- Закон и порядок: Специальный корпус (1 эпизод, 2006)
- Доктор Хаус (1 эпизод, 2006)
- Юристы Бостона (1 эпизод, 2006)
- Девять (10 эпизодов, 2006—2007)
- Анатомия страсти (1 эпизод, 2008)
- Обмани меня (1 эпизод, 2009)
- Программа защиты принцесс (телефильм, 2009)
- Медиум (1 эпизод, 2009)
- Ищейка (1 эпизод, 2010)
- Как избежать наказания за убийство (2014—2015)
Режиссёр
- Американские мечты (2 эпизода, 2004)
- Что насчет Брайана (1 эпизод, 2007)
- Шесть степеней (1 эпизод, 2007)
- Юристы Бостона (2 эпизода, 2007—2008)
- Люди в деревьях (1 эпизод, 2008)
- Мой личный враг (1 эпизод, 2008)
- Чистильщик (1 эпизод, 2008)
- Зверь (1 эпизод, 2009)
- Грязные мокрые деньги (1 эпизод, 2009)
- Дурнушка (2 эпизода, 2009)
- Армейские жёны (1 эпизод, 2009)
- Иствик (1 эпизод, 2009)
- В паутине закона (1 эпизод, 2010)
- Необыкновенная семейка (1 эпизод, 2010)
- Анатомия страсти (9 эпизодов, 2007—2011)
- Менталист (3 эпизода, 2011—2012)
- Следствие по телу (1 эпизод, 2012)
- Закон Хэрри (2 эпизода, 2011—2012)
- Частная практика (7 эпизодов, 2008—2012)
- Скандал (9 эпизодов, 2012 —)